# The Encyclopaedia Sinica
The Encyclopaedia Sinica est une encyclopédie de langue anglaise sur la Chine et les sujets liés à la Chine, éditée en 1917 par le missionnaire anglais Samuel Couling. Elle couvre un large éventail de sujets et donne un aperçu des perspectives du début du XXe siècle sur la Chine. Les chroniqueurs [Qui ?] déclarent que l'ouvrage est toujours utile en ce début de XXIe siècle, notamment pour aider à comprendre la relation entre la Chine et le Royaume-Uni.